# 음력 10월 22일
음력 10월 22일은 음력 10월의 22번째 날이다.

## 사건
- 1941년 - 대한민국 임시정부, 대일 선전 포고.

## 탄생
- 1919년 - 대한민국의 가수 현인.
- 1966년 - 대한민국의 성우 김일.
- 1980년 - 대한민국의 배우 천정명.
- 1982년 -
  - 대한민국의 가수, 배우 음문석.
  - 대한민국의 야구 선수 김경언.
- 1989년 - 대한민국의 유튜버 헤이지니.
- 1990년 - 대한민국의 가수 강혜연.
- 1991년 - 대한민국의 프로게이머 김도우.
- 1996년 - 대한민국의 가수 차윤지.

## 같이 보기
- 음력 360일: 1월 2월 3월 4월 5월 6월 7월 8월 9월 10월 11월 12월
- 전날:10월 21일 다음날:10월 23일 - 전달:9월 22일 다음달:11월 22일
- 양력:10월 22일
- 음력, 윤달